# Irancy
Irancy es una localidad y comuna francesa situada en la región de Borgoña, departamento de Yonne, en el distrito de Auxerre y cantón de Coulanges-la-Vineuse. Comuna dedicada en gran parte a la vitivinicultura en la que se encuentran la AOC Irancy y la AOC Saint-Bris.

## Historia
La terminación del nombre en "y" supone probablemente una ocupación galo-romana. Grandes aficionados al vinos, los romanos apreciaron probablemente en su justa medida las posibilidades de la situación geográfica de Irancy. 

## Demografía
| 1 122 | 1 172 | 1 173 | 1 190 | 1 015 | 1 039 | 1 008 | 1 020 | 966 | 1 023 | 1 017 | 911 | 916 | 901 | 868 | 826 | 772 | 700 | 670 | 619 | 518 | 490 | 445 | 392 | 449 | 434 | 400 | 383 | 387 | 370 | 340 | 332 | 306 |
| Para los censos de 1962 a 1999 la población legal corresponde a la población sin duplicidades (Fuente: INSEE [Consultar]) |       |       |       |       |       |       |       |     |       |       |     |     |     |     |     |     |     |     |     |     |     |     |     |     |     |     |     |     |     |     |     |     |

## Vinos
A pesar de poseer anteriormente una reputación considerable, los vinos de Irancy hacía tiempo que la habían perdido en favor de sus primos más famosos de Côte-d'Or. Sin embargo, a partir de los años de la década de los 80 hacia adelante, un buen número de productores han trabajado para cambiar esta situación y en 1999 fueron recompensados con un AOC específico.  El área produce sobre todo vinos tintos (aunque también hay una pequeña cantidad de vino rosado), predominantemente de uva Pinot Noir. Algunas producciones incluyen también pequeñas cantidades de César y Tressot, variedades de uvas de Borgoña menos conocidas.
La topografía inusual de Irancy (se encuentra en el fondo de un valle cuyas laderas se cubren con las vides y los cerezos) la abrigan del peor tiempo del invierno, al mismo tiempo que permite suficiente sol para que maduren las uvas (ésta es una de las áreas más norteñas en las que crece el vino tinto).
Normalmente los vinos de Irancy se pueden consumir dentro de los 3 o 4 años de su embotellamiento, no obstante, muchas añadas continúan mejorando muchos años más.

## Lugares de interés
Iglesia de varias épocas, del románico al clásico pasando por el Renacimiento, deteriorada luego y restaurada varias veces. Su acústica es notable, sobre todo para la música de cámara.

## Personalidades
- Patria de Jacques-Germain Soufflot, arquitecto del Panteón de París, nacido en Irancy el 22 de julio de 1713.
- El pintor Georges Hosotte, de reputación extracantonal, tiene una residencia con una suntuosa galería estilo rococó. Se inspiró mucho en los bonitos paisajes ondulados de la región para sus cuadros. Ha pintado todos los cerezos en flor de las laderas de Irancy. El pueblo sigue conservando mucho de su aspecto de antaño.
- Pueblo nativo de René Lagrange, militante sindical.